# Georges Joseph Ranque
Georges-Joseph Ranque (né le 7 février 1898 à Ambérieu-en-Bugey – 15 janvier 1973 à Colombes) est l’inventeur de l'extracteur Ranque-Hilsch, qui dispense deux courants d'air : l'un chaud, l'autre frais, à partir d'air comprimé.

## Biographie
Georges-Joseph Ranque est le fils d'un ingénieur des chemins de fer, Léon-Joseph Ranque. Il se découvre une passion pour la physique en classes préparatoires au lycée Saint-Louis. Reçu à l'École polytechnique en 1918, il y poursuit sa formation en physique puis passe sa licence au Conservatoire des Arts-et-Métiers.
En 1922, il travaille à la conception d'un aspirateur industriel pour l'évacuation des limures : pour améliorer le débit de cette pompe, il insère un cône à l'extrémité du tube de Venturi, et c'est ainsi qu'il découvre que le flux d'air se divise spontanément en un courant d'air chaud et un courant d'air froid (« effet Ranque, »). Pour ce tube, qui paraît donner corps au démon de Maxwell, il dépose un brevet en 1931, et en 1933 publie un article qui en décrit le principe,.
En 1923, Ranque est recruté comme ingénieur aux aciéries Saint-Jacques de Montluçon, où il perfectionne les procédés. Il obtient la direction du laboratoire de Saint-Jacques, où il améliore les blindages pour l'artillerie mobile et la ligne Maginot.
En 1926, il épouse Eugénie Pierre à la Chapelaude. Le couple a six enfants :  Marie-Josèphe, Pierre, Marie-Noëlle, Monique, Marie-Thérèse et Marie-France.
Sous l'Occupation, il met au point des alliages qui seront utilisés par l'aviation. Après la guerre, les aciéries Aubert et Duval le recrutent comme directeur du laboratoire de métallurgie des Ancizes.
Il consacre sa retraite à une histoire de la chimie médiévale, publiée en 1972 sous le titre La Pierre philosophale,. L'auteur interprète la transmutation des métaux en or comme une réaction catalytique particulière.